# Nystalea inchoans
Nystalea inchoans är en fjärilsart som beskrevs av Walker 1857. Nystalea inchoans ingår i släktet Nystalea och familjen tandspinnare. Inga underarter finns listade i Catalogue of Life.